# Gerhard Müller
Gerhard Müller, més conegut com a Gerd Müller (pronunciació ˈgɛʀt ˈmʏlɐ) o Torpede Müller (Nördlingen, 3 de novembre de 1945 - Wolfratshausen, 15 d'agost de 2021) fou un futbolista alemany que jugava com a davanter. Conegut per la seva capacitat de definició davant la porteria, és reconegut àmpliament com un dels millors futbolistes de tots els temps, a banda de ser un dels més prolífics golejadors en la història del futbol.
A nivell internacional amb la selecció alemanya va marcar 68 gols en 62 partits, i a nivell de clubs, després de 15 anys al FC Bayern de Múnic, hi va fer 365 gols en 427 partits de la Bundesliga i un rècord de 66 gols en 74 partits de competició europea. Amb una mitjana de pràcticament un gol per partit amb Alemanya Occidental, Müller era, l'11 de juliol de 2021, 21è en la llista de màxims golejadors amb la seva selecció, malgrat ser el jugador de tota la llista amb menys partits jugats fins al número 48. Entre els màxims golejadors, era el tercer amb la mitjana golejadora més alta per partit jugat. Va guanyar la Pilota d'Or el 1970.

## Trajectòria
Fou un dels grans golejadors de la història del futbol. Marcà 68 gols en 62 partits amb la selecció, i 365 gols en 427 partits de Bundeslliga, 78 gols en 62 partits a la Copa, i 66 gols en 74 partits europeus de club. El 1970 guanyà la Pilota d'Or europea després d'una brillant temporada al FC Bayern de Múnic i de marcar 10 gols al Mundial de Mèxic 70.
Sota el mandat d'Agustí Montal i Costa, el Barça es plantejà la possibilitat de fitxar el "Torpede" Müller. Jaume Nolla i Durán publicà l'interès del club blaugrana,Jaume Nolla i Durán publicà l'interès del club blaugrana però l'Associació Alemanya de Futbol declarà intransferible el jugador per tal que continués jugant a Alemanya fins a la celebració del Mundial'74. Davant la negativa, els dirigents del Barça optaren per fitxar Johan Cruyff.
Amb el Bayern guanyà 4 lligues, 4 copes, 3 copes d'Europa, 1 recopa d'Europa i 1 copa intercontinental. Fou set cops màxim golejador alemany i dos europeu. Amb la selecció hi jugà entre 1966 i 1974, proclamant-se campió del Mundial celebrat al seu país el 1974 i essent l'autor del gol de la victòria a la final davant la selecció holandesa. Amb 14 gols fou el màxim golejador de tots els temps dels Mundials fins que fou batut per Ronaldo a la Copa del món del 2006.
La seva trajectòria acabà als Fort Lauderdale Strikers de la North American Soccer League.
Fins al 9 de desembre de 2012, era posseïdor del rècord de gols marcats en un any natural, 85 en total. El rècord fou superat per Lionel Messi, qui marcà els seus gols número 85 i 86 davant del Real Betis Balompié en un partit de la Lliga BBVA.

## La vida després del futbol

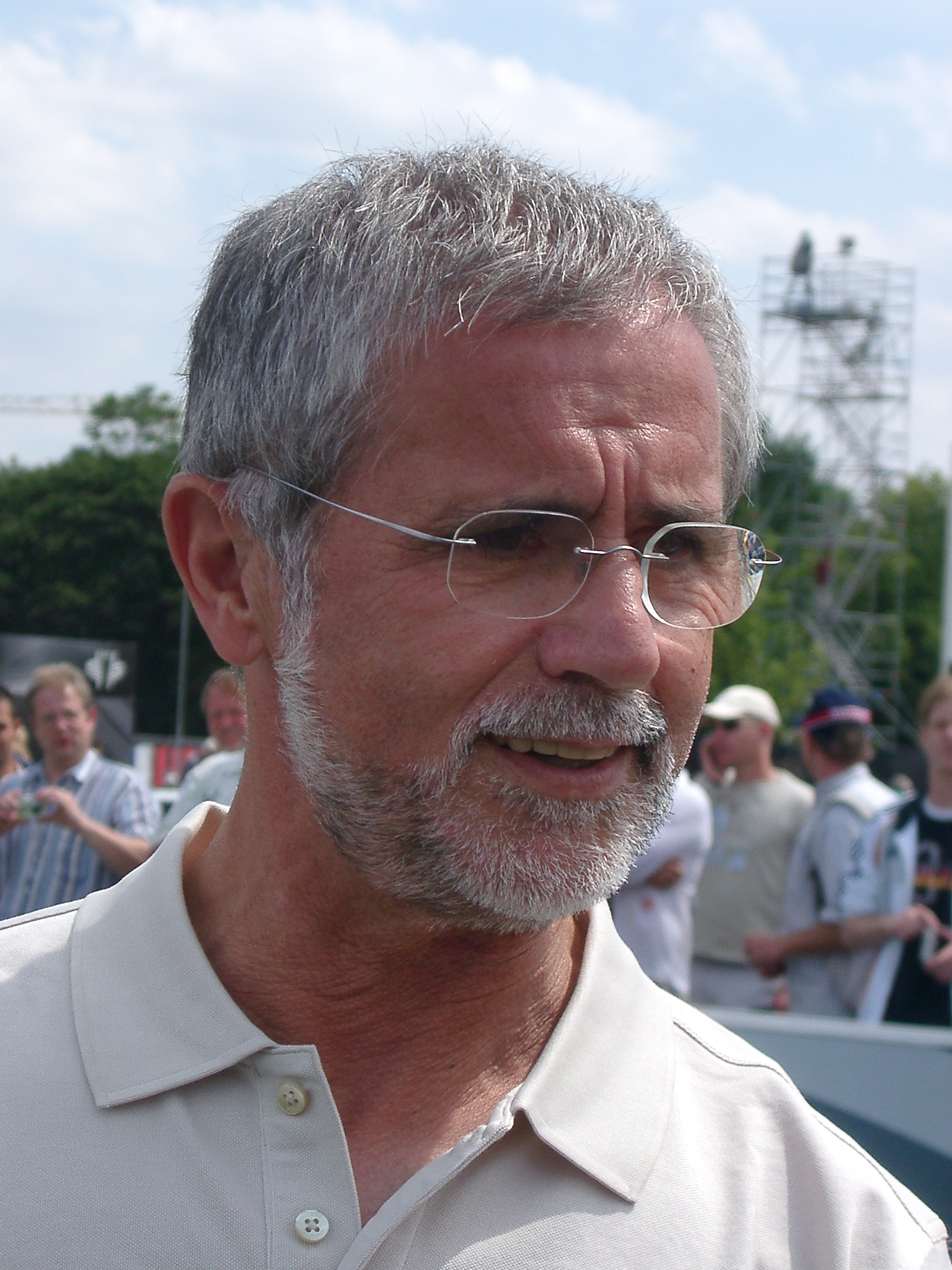
Müller el 2006

Després que Müller acabés la seva carrera el 1981, va caure en una crisi i va patir alcoholisme. No obstant això, els seus antics companys al Bayern de Múnic el van convèncer de passar per la rehabilitació de l'alcohol. Quan en va sortir, li van donar una feina com a entrenador al Bayern de Múnic II.
Va ocupar el càrrec des del 1992 fins que es va jubilar el 2014 per problemes de salut. També hi ha una col·lecció de roba fabricada pel gegant esportiu Adidas amb el nom de Gerd Müller. Forma part de la sèrie Adidas originals. El juliol de 2008, el Rieser Sportpark, a Nördlingen, on Müller havia començat la seva carrera, va ser rebatejat com a Gerd-Müller-Stadion en honor seu.
El 6 d'octubre de 2015, es va anunciar que Müller patia la malaltia d'Alzheimer. Va morir el 15 d'agost de 2021 en una residència d'avis de Wolfratshausen, als 75 anys.

## Perfil del jugador

### Estil de joc

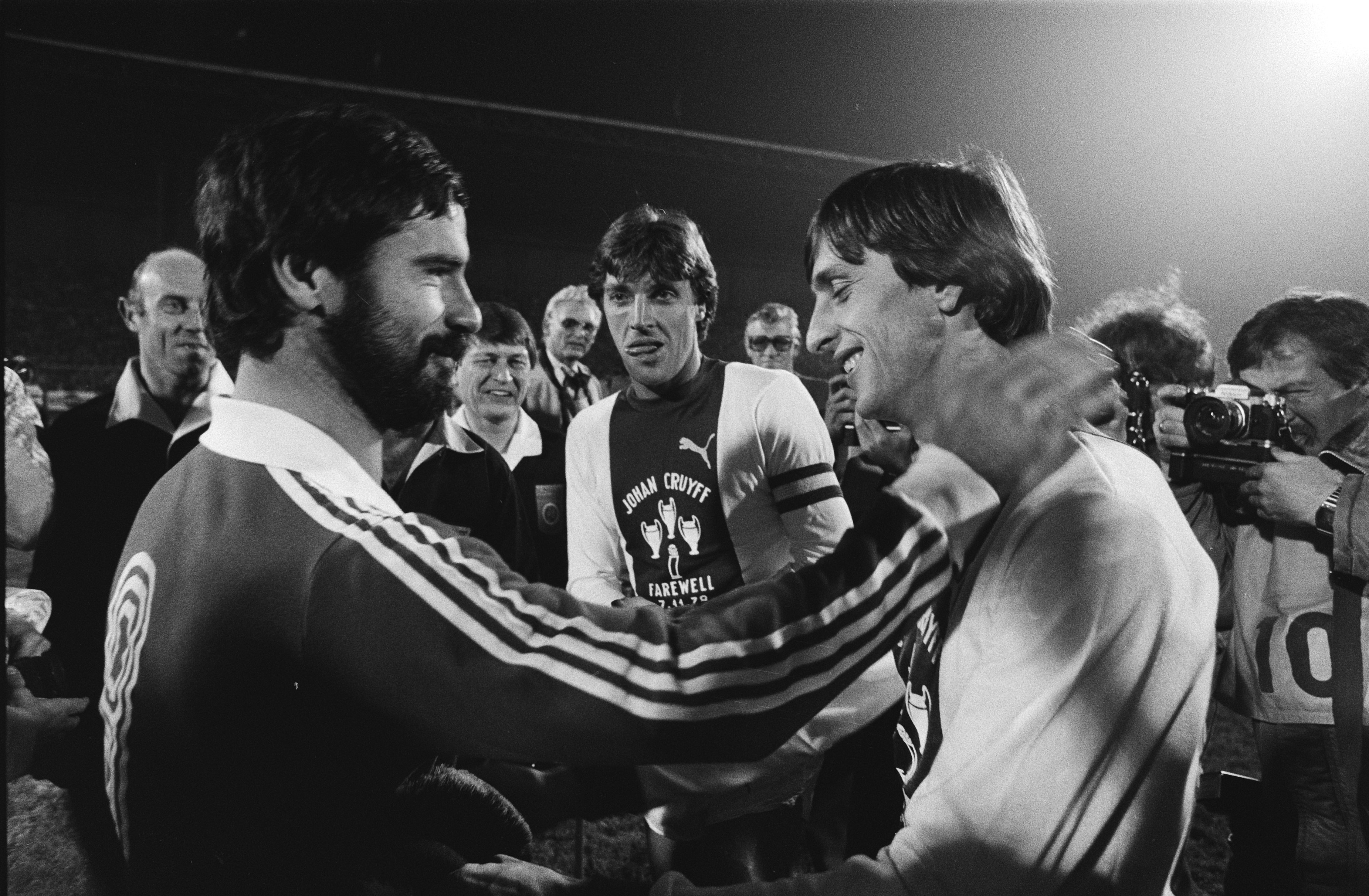
Müller, Ruud Krol i Johan Cruyff el 1978

En el seu llibre, Brilliant Orange: The Neurotic Genius of Dutch Football, l'autor David Winner escriu: "Müller era baix, esquat, d'aspecte incòmode i no molt ràpid; mai va encaixar amb la idea convencional d'un gran futbolista, però tenia una acceleració letal. en distàncies curtes, un joc aeri notable i uns estranys instints golejadors. Les seves cames curtes li van donar un centre de gravetat baix, perquè pogués girar ràpid i amb un equilibri perfecte en espais i a velocitats que provocarien la caiguda d'altres jugadors. També tenia el talent de marcar en situacions poc probables".
Müller va utilitzar una acceleració extrema, agilitat i canvis de ritme enganyosos per aconseguir primer les pilotes soltes i evitar els defensors. El seu company d'equip Franz Beckenbauer ha destacat la velocitat inusual de Müller: "El seu ritme era increïble. A l'entrenament he jugat contra ell i mai he tingut oportunitat".
Un golejador prolífic, Müller també era conegut pel seu moviment, coordinació, intel·ligència i acabat clínic dins de l'àrea de penal. Tenia la capacitat de marcar gols des de posicions incòmodes amb gairebé qualsevol part del cos, no només amb el cap o amb els peus.

### Llegat
Müller és àmpliament considerat com un dels millors davanters i golejadors de la història del futbol. Se'l veu com el " caçador furtiu de gols " més gran de la història, amb Gary Lineker anomenant-lo "el caçador furtiu final". És un dels dos únics jugadors, juntament amb Lionel Messi, que han guanyat la Copa del Món de la FIFA, la Lliga de Campions de la UEFA, la Pilota d'Or i la Bota d'Or d'Europa. Després de la seva mort el 2021, el president del FC Bayern de Múnic Herbert Hainer, va declarar que Müller era "el millor davanter que hi hagi hagut", mentre que Franz Beckenbauer va afirmar que Müller era "el jugador més important de la història del Bayern de Múnic".

## Palmarès

### Club
- Lliga alemanya de futbol: 1969, 1972, 1973, 1974
- Copa alemanya de futbol: 1966, 1967, 1969, 1971
- Copa d'Europa de futbol: 1974, 1975, 1976
- Copa Intercontinental de futbol: 1976
- Recopa d'Europa de futbol: 1967

### Selecció
- Campionat d'Europa de futbol: 1972
- Copa del Món de futbol: 1974

### Personal
- Màxim golejador de la lliga alemanya de futbol: 1967, 1969, 1970, 1972, 1973, 1974, 1978
- Bota d'Or: 1970, 1972
- Bota d'Or Adidas: 1970
- Màxim golejador de l'Eurocopa: 1972
- Futbolista alemany de l'any: 1967, 1969
- Pilota d'Or: 1970